# Уно Маасікас
Уно-Георг Маасікас (ест. Uno-Georg Maasikas) (21 травня 1931 — 13 травня 2019) — естонський журналіст.

## Життєпис
У 1948 році вступив до Талліннського архітектурно-будівельного інституту, але до закінчення був призваний до Радянської Армії, де служив до 1958 року. У 1968 році закінчив Ленінградську вищу партійну школу, факультет журналістики та Ленінградський інститут театру, музики та кінематографії, телевізійне відділення.
У віці 14 років він почав працювати з газетами та естонським радіо.
З 1959 року редактор інформаційних передач естонського телебачення.
В ETV працював кореспондентом, коментатором, ведучим і головним редактором у кількох головних виданнях. Серед іншого, він керував програмами «Точка зору» і «Слово до відповіді». Маасакіс був головним редактором і головним редактором «Фактичної камери», членом Естонського телевізійного коледжу та головою кореспондентського пункту Всесоюзного телебачення і радіо в Естонії.

## Автор книг
- Vaata muigel tagasi... ehk kuidas me Moskvale aruandesaadet tegime. Autor(id): Uno Maasikas ja Hillar Peep. Kujundaja: Angelika Schneider Kirjastus: Tänapäev. Linn: Tallinn. Aasta: 2010. Originaal: eesti keel. ISBN9789985629772. Lehekülgi: 2016[2]

## Нагороди та відзнаки
- Заслужений журналіст Естонської РСР (1989)

## Сім'я
- Син — Матті Маасікас, естонський дипломат. Посол ЄС в Україні з 2019 року.